# Slag bij Elkin's Ferry
De Slag bij Elkin's Ferry vond plaats op 3 april en 4 april 1864 in Clark County en Nevada County, Arkansas tijdens de Amerikaanse Burgeroorlog.

## Achtergrond
Het United States Department of War onder leiding van Secretary of War Edwin M. Stanton had een algemene strategie ontwikkeld om de controle te krijgen over Arkansas, Louisiana en Texas. Verschillende Noordelijke colonnes zouden afzonderlijk oprukken vanuit New Orleans en Arkansas om Shreveport in te nemen. Zodra ze deze belangrijke havenstad hadden bezet, hadden de Noordelijken een basis om Texas aan te vallen.
Op 23 maart 1864 vertrok generaal-majoor Frederick Steele met 8.500 soldaten vanuit Little Rock Arsenal. Deze tocht is bekend als de Camdenveldtocht. Ongeveer gelijktijdig vertrok er vanuit New Orleans een gecombineerde land- en marinestrijdmacht onder leiding van generaal-majoor Nathaniel P. Banks en viceadmiraal David D. Porter. Dit deel is bekend als de Red Riverveldtocht. Na de inname van Shreveport zou Banks verder oprukken naar Texas terwijl Steele de havenstad zou bezetten.

## De slag
Het Noordelijke leger werd aangevoerd door generaal-majoor Frederick Steele en bestond uit de 3de divisie van het VII Corps en twee cavaleriebrigades, samen ongeveer 8.500 soldaten. De Zuidelijken hadden drie cavaleriebrigades of ongeveer 7.500 soldaten die aangevoerd werden door brigadegeneraal John S. Marmaduke.
Omdat alle bruggen over de rivier de Little Missouri onbruikbaar waren, moesten de Noordelijken bij Elkin’s Ferry de rivier oversteken. De Noordelijken arriveerden daar eerder dan de Zuidelijken. Op 3 april probeerden de Zuidelijken de oversteek toch nog te verhinderen. Deze eerste aanval werd afgeslagen. Op 4 april viel Marmadukes cavalerie aan. Ook deze aanval werd door de Noordelijken afgeslagen.
De verliezen aan beide zijden waren licht. Bij de Noordelijken raakten 30 soldaten lichtgewond. De Zuidelijken hadden 50 gewonden en 18 doden te betreuren. Diezelfde dag werd Marmadukes brigade versterkt door brigadegeneraal Joseph O. Shelbys cavalerie. Ze trokken zich 24 km terug naar Prairie D'Ane waar ze de Noordelijken opnieuw probeerden tegen te houden.